# Егнаташвили, Александр Яковлевич
Александр Яковлевич Эгнаташвили (Егнаташвили, Игнатошвили) (23 мая 1887, Гори, Тифлисская губерния, Российская империя — 31 декабря 1948, Москва, Советский Союз) — борец, ресторатор-нэпман, затем сотрудник НКВД, заместитель начальника охраны И. В. Сталина, его личный повар-дегустататор, генерал-лейтенант (09.07.1945).

## Биография
Сын Якова Григорьевича Эгнаташвили. Согласно народной легенде — единокровный брат И. В. Джугашвили. Занимался борьбой, выступал на соревнованиях в цирке. Затем открыл собственный ресторан. После свёртывания НЭП временно находился под арестом.
После освобождения работал в комендатуре Кремля, личный повар-дегустатор руководителя СССР.
Заместитель директора Дома отдыха в Форосе в Крыму (1932—1934). Директор дома отдыха ХОЗУ ЦИК (Верховного Совета СССР) (1934—1938). В органах НКВД с 1938 года. Заместитель начальника 1-го отдела ГУГБ НКВД СССР (охрана руководящих партийных и советских работников) по хозяйственной части (1938—1941), член ВКП(б) с 1940 года. Заместитель начальника 1-го отдела НКГБ СССР (1941—1943). Начальник 6-го (хозяйственного) отдела и заместитель начальника 6-го Управления (охрана правительства) НКГБ СССР (1943—1945). Скончался в Москве 31 декабря 1948 года, похоронен с большими почестями в Гори.
Продукты для высшего кремлёвского руководства выращивались и приготовлялись на специальных фермах и комбинатах под строгим наблюдением особого отдела правительственной охраны. Руководил этим деликатным и считавшимся чрезвычайно ответственным делом высоченный главный повар «хозяина» из НКВД Игнатошвили (А. Я. Эгнаташвили), которого Сталин, очень боявшийся потенциальных отравителей, всячески ублажал, присвоив ему генеральский чин.

## Награды
- Орден Красного Знамени (26.04.1940 — за успешное выполнение заданий Правительства по охране государственной безопасности)
- Орден Кутузова I степени (24.02.1945 — за успешную организацию проведения Ялтинской конференции)[6]
- Орден Трудового Красного Знамени (20.09.1943 — за образцовое выполнение заданий Правительства по охране государственной безопасности в условиях военного времени)
- Орден Красной Звезды (12.05.1945 — за выслугу лет в войсках, органах НКВД и милиции)
- Медали.
- Знак «Заслуженный работник НКВД» (04.02.1942)

## Звания
- майор государственной безопасности (28.12.1938)
- старший майор государственной безопасности (14.04.1940)
- комиссар государственной безопасности (14.02.1943)
- комиссар государственной безопасности 3-го ранга (10.04.1944)
- генерал-лейтенант (09.07.1945)

## Семья
- Первая жена — Мария
  - Дочь — Тамара (1911 — ?), вышла замуж за Гиви Ратишвили[7]
  - Сын — Георгий (Бичико) (1914 — ?), сотрудник НКВД-МГБ, работал в охране Н. М. Шверника.
- Вторая жена — Лилли Германовна Алиханова, урождённая Фегельке (1889 — начало 1940-х). В первом (с 1910 года) браке с горным инженером и предпринимателем Иваном Михайловичем Алихановым (1864—1927), от которого у неё дочь Елизавета-Александра-Мария (1911 — ?)[8], сыновья Михаил (1915 — 18.02.1945[9]) и Иван (1917—2004). Арестована по указанию Л. П. Берии, погибла в Темниковских лагерях во время войны[7]. Дочь Елизавета в 1926 эмигрировала в Германию вместе с тётей, а затем в 1934 году в США.
- Брат — Василий (Васо), секретарь Президиума Верховного Совета Грузинской ССР (1938—1953).
- Сестра — Варвара (Барбаре), вышла замуж за главу Грузинского телеграфного агентства Бухникашвили[7].